# RSzWSM-Alimpija Mińsk
RSzWSM-Alimpija Mińsk (biał. ФК РШВСМ-«Алімпія» Мінск) – białoruski klub piłkarski z siedzibą w Mińsku.

## Historia
Chronologia nazw:
- 1939—...: Infizkult Mińsk (biał. «Інфізкульт» (Мінск))
- 1953: Iskra-SKIF Mińsk (biał. «Іскра»-СКІФ (Мінск))
- 1954: Iskra Mińsk (biał. «Іскра» (Мінск))
- 1955—1961: Buriewiestnik Mińsk (ros. «Буревестник» (Мінск))
- 1962—1975: SKIF Mińsk (biał. СКІФ (Мінск))
- 1976—1984: Buriewiestnik Mińsk (ros. «Буревестник» (Мінск))
- 1985—1989: SKIF Mińsk (biał. СКІФ (Мінск))
- 1990—1991: SKIF-SzWSM Mińsk (biał. СКІФ-ШВСМ (Мінск))
- 1992: SKIF-RSzWSM Mińsk (biał. СКІФ-РШВСМ (Мінск))
- 1992—1995: AFWiS-SzWSM Mińsk (biał. АФВіС-РШВСМ (Мінск))
- 1995: AFWiS Mińsk (biał. АФВіС (Мінск))
- 1996—1999: AFWiS-SzWSM Mińsk (biał. АФВіС-РШВСМ (Мінск))
- 2000—...: RSzWSM-Alimpija Mińsk (biał. РШВСМ-«Алімпія» (Мінск))

Klub został założony w 1939 jako Infizkult Mińsk (czyli drużyna Instytutu Kultury Fizycznej, biał. Інстытут фізічнай культуры). Klub często zmieniał nazwy. W pierwszych Mistrzostwach Białorusi startował z nazwą SKIF-RSzWSM Mińsk, którą szybko zmienił na AFWiS-SzWSM Mińsk.  W 1995 nazywał się AFWiS Mińsk. W 2000 przyjął obecną nazwę RSzWSM-Alimpija Mińsk (biał. РШВСМ - Рэспубліканская школа вышэйшага спартыўнага майстэрства).